# Унутармишићни крвни подлив
Унутармишићни крвни подлив настаје као последица ударца о спољашњи тупи део неке препреке или о кост (директна траума) или као последица прекомерне или некоординисане контракције мишића (индиректна траума).
Унутармишићни крвни подливи активних могу имати значајан утицај на перформансе активних особа, посебно спортисте, у распону од краткотрајног оштећења перформанси, декондиционирања мишића и компартмент синдрома, до дуготрајних проблема, као што је окоштавајући миозитис и могуће поновне повреде мишића.

## Епидемиологија
Контузија мишића је један од најчешћих узрока морбидитета код спортских повреда, која је заједно са уганућима и истегнућем, праћена крвним подливом Траума мишића је углавном последица спортских активности и чини 15 до 50% спортских повреда. Повреде мишића су најчешће повреде у спорту, при чему повреде тетиве мишића колена чине 29% свих повреда код спортиста. Стил игре, суђење, обим и интензитет утакмице могу утицати на промене у учесталости повреда на турнирима највишег нивоа.

## Етиологија
Унутармишићни крвни подлив може бити последица ударца о спољашњи тупи део или о кост (директна траума) или прекомерне или некоординисане контракције (индиректна траума). У директној трауми, када је мишић контрахиран, контузија ће захватити веће површинских ткива, док се код опуштеног мишића структурно оштећење и последични крвни подливи обично јављају у дубини мишића најближе кости. Озбиљност лезије зависи од места удара, статуса активације укључених мишића, старости пацијента и присуства умора.
Величина излива може бити мање или више упадљива у зависности од мишићног статуса конституције и од  карактеристика васкуларизације и коагулације.
Веома утичу на тежину крвног подлива наследне абнормалности коагулације као што су антитромбин III или Ц протеинa или дефицит С протеина, или квантитативне абнормалности у факторима коагулације V, VIII или IX или терапија антикоагулансима или масовна употреба антиинфламаторних лекова.
Важна је и спољашња ситуација као што је одложена или недовољна компресија.

## Клиничка слика
Постоје две уобичајене врсте мишићних крвног подлива; један који се јавља унутар самог мишића (унутармишићни) обично услед директног удара и други који се јавља између мишића (међумишићни) обично због кидања и раслојавања мишића. Много пута површински крвни подлив може бити очигледан у прва 24 сата, међутим, код пацијената који имају упоран или јак бол који није пропорционалан једноставној контузији,  треба размотрити као дубока облик крвног подлива.
Када се крвни подлив скупи унутар затвореног омотача мишића (фасције), он ствара оток, притисак и јак бол. Унутармишићни крвни подливи могу се појавити са очигледнијим модрицама (плаветнилом коже), међутим, бол је обично много мањи јер се крвни подлив може распршити. 
Након почетног повећања крвног подлива у крвни подлив, што узрокује ширење крварења, притисак брзо пада. Типично, модрице и оток, узроковани сакупљањем крви у мишићу, појављују се дистално од оштећеног подручја 24-48 сати након повреде, због гравитације и ограничава обим покрета удова више од 2-3 дана након повреде. Пошто нема сталног повећања притиска, након неколико дан оток, који је привремен се повлачи и мишићна функција се брзо враћа. Под условом да је тренутно лечење доступно, може се очекивати да ће опоравак бити брз и потпун.

## Дијагноза
Примарна модалитета за дијагнозу укључују анамнезу, физички преглед, ултразвук и магнетну резонантну томографију, како би се најбоље окарактерисала величина и локација крвног подлива.
Знаци продуженог опоравка укључују појачан интензитет бола, продужење бола са места повреде и ограничен обим покрета удова више од 2-3 дана након повреде.

## Терапија
Већина унутармишићних крвних подлива се спонтано повлачи без клиничких компликација, ако крвни подлив није велика, или не вршу притисак на  околне важне структуре.  
Хронични унутармишићног крвни подлив који може постепено расти месецима и годинама,  може се лечити хипертермијом, ултразвучном терапијом или ударним таласима или, коначно, хируршком ексцизијом.

## Компликације
Могућа компликација унутармишићног крвни подлив је хронични организовани крвни подлив, добро ограничен, са симптомима везаним за масу. На компјутерској томографији (ЦТ) ова промена се показује као хомогена маса са формираном капсулом и меким цистичним центром и фиброзном псеудокапсулом, док ултразвук подсећа на мултилокуларну цисту. При томе требало би имати у виду да се ЦТ не може уочити разлика између хроничног крвног подлива који се шири од других маса меког ткива.
Овај крвни подлив  је окружена ободом од хијалинизованог фиброзног ткива са хроничним инфламаторним инфилтратом и гранулационим ткивом. Хистолошки, маса се састоји од некротичних остатака, фибрина и крвних угрушака. 

## Превенција
Превенција је најбоља заштита од настанка унутармишићних крвних подлив, али је у свакодневном животу често тешко елиминисати ризик од унутрашњег и спољашњег оштећења мишића. У мере превенција спадају:
- Одговарајуће загревање пре физичких напрезања,

- Одговарајућа обука,
- Балансирање агониста-антагониста,
- Правовремено препознавање промена које претходе лезије као што су грч мишића или умор
- Не потцењивање било које лезију или њеног ожиљак,
- Избегавање употребе лекове на неодговарајући начин.
- Неизвођење непотпуне или превише агресивне рехабилитацију, и правилно коришћење физикалне терапије.